# Koltxúguino (Vladímir)
|  | Per a altres significats, vegeu «Koltxúguino». |

Koltxúguino (en rus: Кольчугино) és una ciutat de l'óblast de Vladímir, a Rússia, que el 2018 tenia 43.089 habitants. És la seu administrativa del districte homònim. Es troba a la vora del riu Pektxa, un afluent del Kliazma, a 68 km a l'oest de Vladímir i a 125 km al nord-est de Moscou.